# Videix
Videix település Franciaországban, Haute-Vienne megyében. Lakosainak száma 204 fő (2022. január 1.). Videix Pressignac, Verneuil, Chéronnac, Les Salles-Lavauguyon és Vayres községekkel határos.

## Népesség
A település népessége az elmúlt években az alábbi módon változott:
| Lakosok száma | 222  | 212  | 216  | 211  | 204  | 204  | 203  | 203  | 204  |
|               | 2013 | 2015 | 2016 | 2017 | 2018 | 2019 | 2020 | 2021 | 2022 |